# Donja Pološnica
Donja Pološnica (em cirílico: Доња Полошница) é uma vila da Sérvia localizada no município de Kosjerić, pertencente ao distrito de Zlatibor. A sua população era de 62 habitantes segundo o censo de 2011.

## Demografia
| 1948 | 1953 | 1961 | 1971 | 1981 | 1991 | 2002 | 2011 |
| ---- | ---- | ---- | ---- | ---- | ---- | ---- | ---- |
| 219  | 265  | 206  | 242  | 192  | 159  | 97   | 62   |